# John Patrick
Pour les articles homonymes, voir Patrick et Jack Patrick.
Pour l'acteur américain du cinéma muet, voir John Patrick (acteur).
John Patrick Goggin, né le 17 mai 1905 à Louisville (Kentucky) et mort le 7 novembre 1995 à Delray Beach (Floride), est un dramaturge et scénariste américain, occasionnellement acteur, metteur en scène et librettiste (parfois crédité de son surnom Jack Patrick).

## Biographie
Dans les années 1930, John Patrick débute au théâtre, où il est l'auteur de plusieurs pièces, notamment représentées à Broadway (New York). Là, après une expérience comme acteur de revue en 1932, il écrit Hell Freezes Over, créée en 1935 par Louis Calhern et George Tobias. Suivent entre autres The Hasty Heart (1945, avec Richard Basehart et Robert Earl Jones) et La Petite Maison de thé (1953-1956, avec John Forsythe et David Wayne). Après une dernière pièce jouée à Broadway en 1969, il contribue encore comme librettiste à la comédie musicale Lovely Ladies, Kind Gentlemen (1970-1971), adaptation de sa pièce précitée La Petite Maison de thé.
Au cinéma, il est le scénariste (ou auteur de l'histoire originale) de trente-quatre films américains, les quatre premiers sortis en 1936. Parmi ses contributions notables : Vous qui avez vingt ans d'Irving Reis (1948, avec David Niven et Teresa Wright), La Petite Maison de thé de Daniel Mann (autre adaptation de sa pièce éponyme, 1956, avec Marlon Brando et Glenn Ford) et Les Girls de George Cukor (1957, avec Gene Kelly et Mitzi Gaynor). Le dernier film auquel il participe est Les Souliers de saint Pierre de Michael Anderson (1968, avec Anthony Quinn et Laurence Olivier).
Enfin, pour la télévision américaine, il collabore à six téléfilms (1957-1983) et douze séries (1949-1961), dont The Philco Television Playhouse (un épisode, adaptation de sa pièce The Story of Mary Surratt, 1949) et Schlitz Playhouse of Stars (un épisode, 1955).
John Patrick meurt en 1995, à 90 ans en se suicidant.

## Théâtre à Broadway (intégrale)
(pièces, comme auteur, sauf mention contraire ou complémentaire)
- 1932 : Chamberlain Brown's Scrap Book, revue, auteurs divers (comme acteur)
- 1935-1936 : Hell Freezes Over, mise en scène de Joshua Logan
- 1942-1943 : The Willow and I
- 1945 : The Hasty Heart, mise en scène de Bretaigne Windust, production de Howard Lindsay et Russel Crouse
- 1947 : The Story of Mary Surratt (+ metteur en scène)
- 1950 : The Curious Savage, mise en scène de Peter Glenville
- 1951-1952 : Lo and Behold!, mise en scène de Burgess Meredith
- 1953-1956 : La Petite Maison de thé (The Teahouse of the August Moon), production de Maurice Evans et George Schaefer
- 1957 : Good and Gold
- 1961 : Everybody Loves Opal, décors et lumières de Jo Mielziner
- 1969 : Love Is a Time of Day
- 1970-1971 : Lovely Ladies, Kind Gentlemen, comédie musicale, musique et lyrics de Stan Freeman et Franklin Underwood, décors d'Oliver Smith, chorégraphie de Marc Breaux (comme librettiste, adaptateur de sa pièce précitée La Petite Maison de thé)

## Filmographie partielle

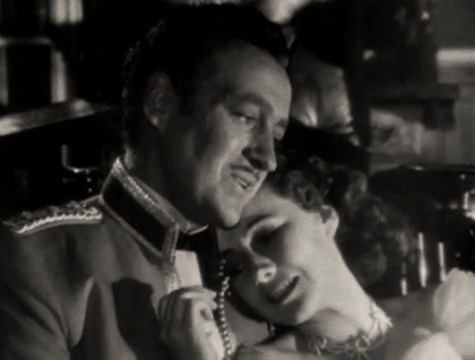
Vous qui avez vingt ans (1948),
avec David Niven et Teresa Wright

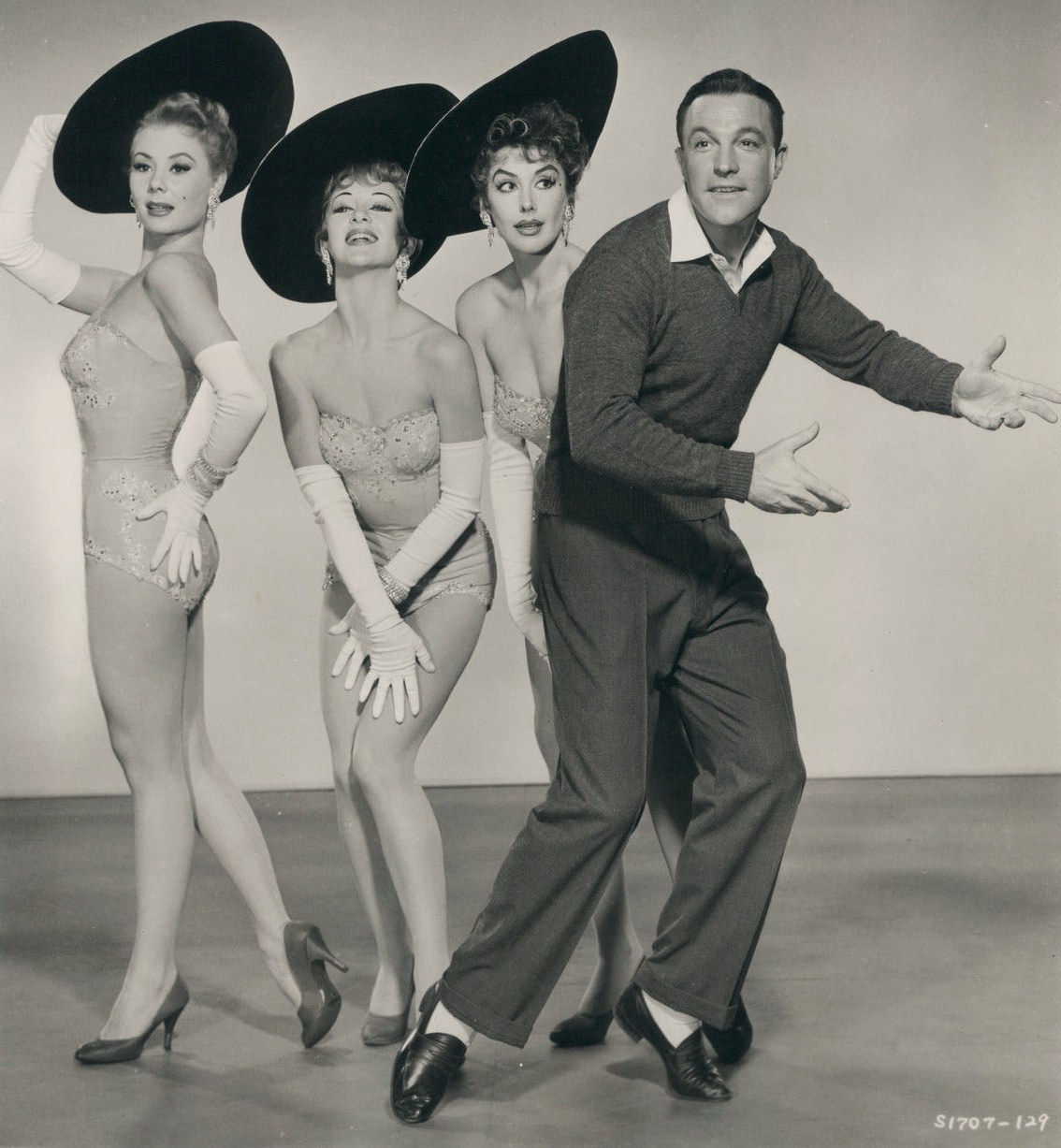
Les Girls (1957),
avec Mitzi Gaynor, Taina Elg, Kay Kendall et Gene Kelly (de g. à d.)

(comme scénariste, sauf mention contraire)

### Cinéma
- 1936 : Educating Father de James Tinling
- 1936 : 36 heures à tuer (en) (36 Hours to Kill) d'Eugene Forde
- 1936 : L'Audacieuse (en) (15 Maiden Lane) d'Allan Dwan
- 1937 : Casse-cou (en) (Born Reckless) de Malcolm St. Clair et Gustav Machatý
- 1937 : Un taxi dans la nuit (en) (Midnight Taxi) d'Eugene Forde
- 1937 : One Mile from Heaven d'Allan Dwan
- 1937 : Petit Démon (The Holy Terror) de James Tinling
- 1938 : Les Deux Bagarreurs (Battle of Broadway) de George Marshall et Allan Dwan
- 1938 : Concession internationale (en) (International Settlement) d'Eugene Forde
- 1938 : M. Moto court sa chance (Mr. Moto Takes a Chance) de Norman Foster
- 1947 : L'Emprise du crime (The Strange Love of Martha Ivers) de Lewis Milestone (histoire originale)
- 1947 : Traquée (Framed) de Richard Wallace (histoire originale)
- 1947 : Second Chance de James Tinling (histoire originale)
- 1948 : Vous qui avez vingt ans (Enchantment) d'Irving Reis
- 1949 : Le Dernier Voyage (The Hasty Heart) de Vincent Sherman (adaptation de sa pièce éponyme créée à Broaway en 1945)
- 1953 : Le Général invincible (The President's Lady) de Henry Levin
- 1954 : La Fontaine des amours (Three Coins in the Fountain) de Jean Negulesco
- 1955 : La Colline de l'adieu (Love Is a Many-Splendored Thing) de Henry King
- 1956 : Haute Société (High Society) de Charles Walters
- 1956 : La Petite Maison de thé (The Teahouse of the August Moon) de Daniel Mann (adaptation de sa pièce éponyme créée à Broadway en 1953)
- 1957 : Les Girls (titre original) de George Cukor
- 1958 : Comme un torrent (Some Came Running) de Vincente Minnelli
- 1960 : Le Monde de Suzie Wong (The World of Suzie Wong) de Richard Quine
- 1962 : Gigot, le clochard de Belleville (Gigot) de Gene Kelly
- 1968 : Les Souliers de saint Pierre (The Shoes of the Fisherman) de Michael Anderson

### Télévision

#### Séries
- 1949 : The Philco Television Playhouse, saison 1, épisode 20 The Story of Mary Surratt (adaptation de sa pièce éponyme créée à Broadway en 1947)
- 1955 : Schlitz Playhouse of Stars, saison 4, épisode 33 Who's the Blonde? de Jus Addiss

#### Téléfilms
- 1959 : The 33rd de James Goldstone
- 1962 : La Petite Maison de thé (The Teahouse of the August Moon) de George Schaefer (adaptation de sa pièce éponyme créée à Broadway en 1953)
- 1973 : The Small Miracle de Jeannot Szwarc
- 1975 : Something Wonderful Happens Every Spring de Jeannot Szwarc

## Distinctions (sélection)
- 1947 : Nomination à l'Oscar de la meilleure histoire originale, pour L'Emprise du crime